# Hernán Darío Muñoz Giraldo
Hernán Darío Muñoz Giraldo (Rionegro, Antioquia, 5 de gener de 1973) va ser un ciclista colombià, professional del 1996 al 2011. Del seu palmarès destaca el Tour de Langkawi de 2002.

## Palmarès
- 1997
  - Vencedor de 2 etapes a la Volta al Táchira
  - Vencedor d'una etapa a la Volta a Colòmbia
- 1998
  - 1r a la Volta a Costa Rica i vencedor d'una etapa
  - 1r a la Volta a Chiriquí
  - Vencedor d'una etapa a la Volta al Táchira
- 1999
  - 1r a la Volta a Antioquia
- 2002
  - 1r al Tour de Langkawi i vencedor d'una etapa
  - Vencedor d'una etapa a la Volta a Colòmbia
- 2003
  - 1r a la Volta al Táchira i vencedor de 2 etapes
- 2007
  - Vencedor d'una etapa al Tour de Gila
  - Vencedor d'una etapa a la Volta a Bisbee
- 2009
  - Vencedor d'una etapa a la Volta a Antioquia

### Resultats al Giro d'Itàlia
- 2002. 27è de la classificació general
- 2003. 35è de la classificació general